# Districte d'Alberta

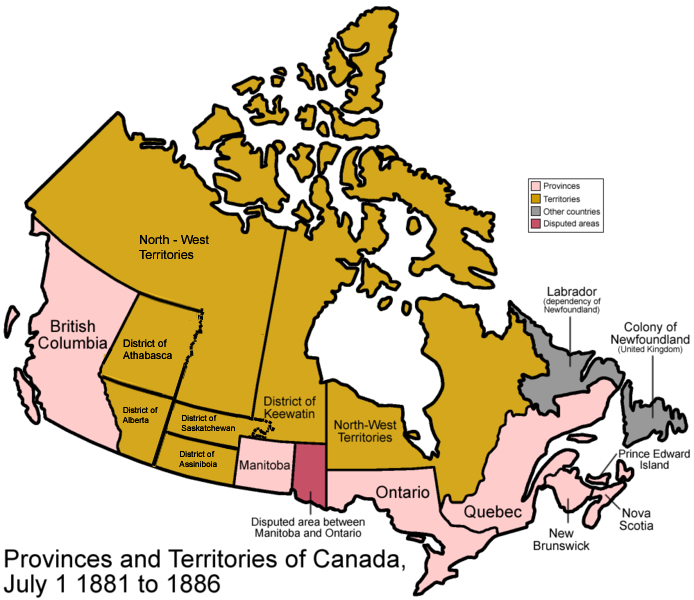
Districtes del Canadà el 1882

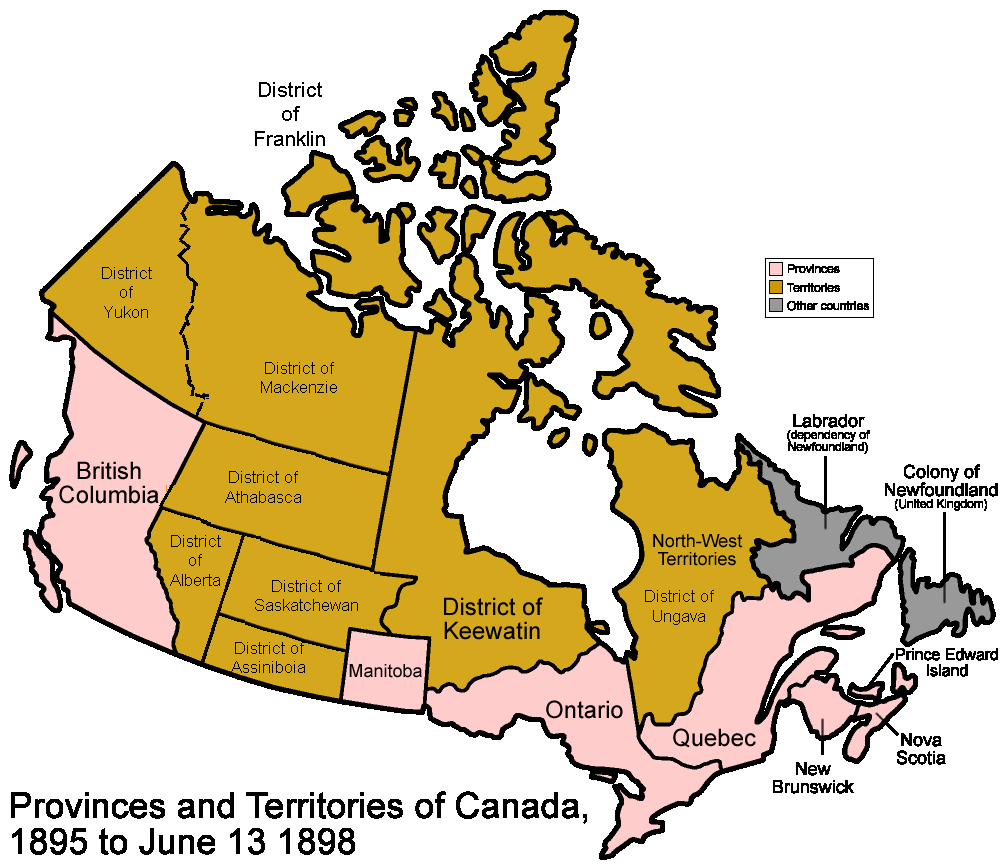
Districtes del Canadà el 1895

El Districte d'Alberta va ser un dels quatre districtes dels Territoris del Nord-oest creats el 1882. Inicialment va ser anomenat Districte provisional d'Alberta per distingir-lo del Districte de Keewatin que tenia una major autonomia dins l'administració dels Territoris del Nord-oest. Actualment la província d'Alberta inclou el Districte d'Alberta i parts dels districtes d'Athabasca, Assiniboia i Saskatchewan.

## Referències

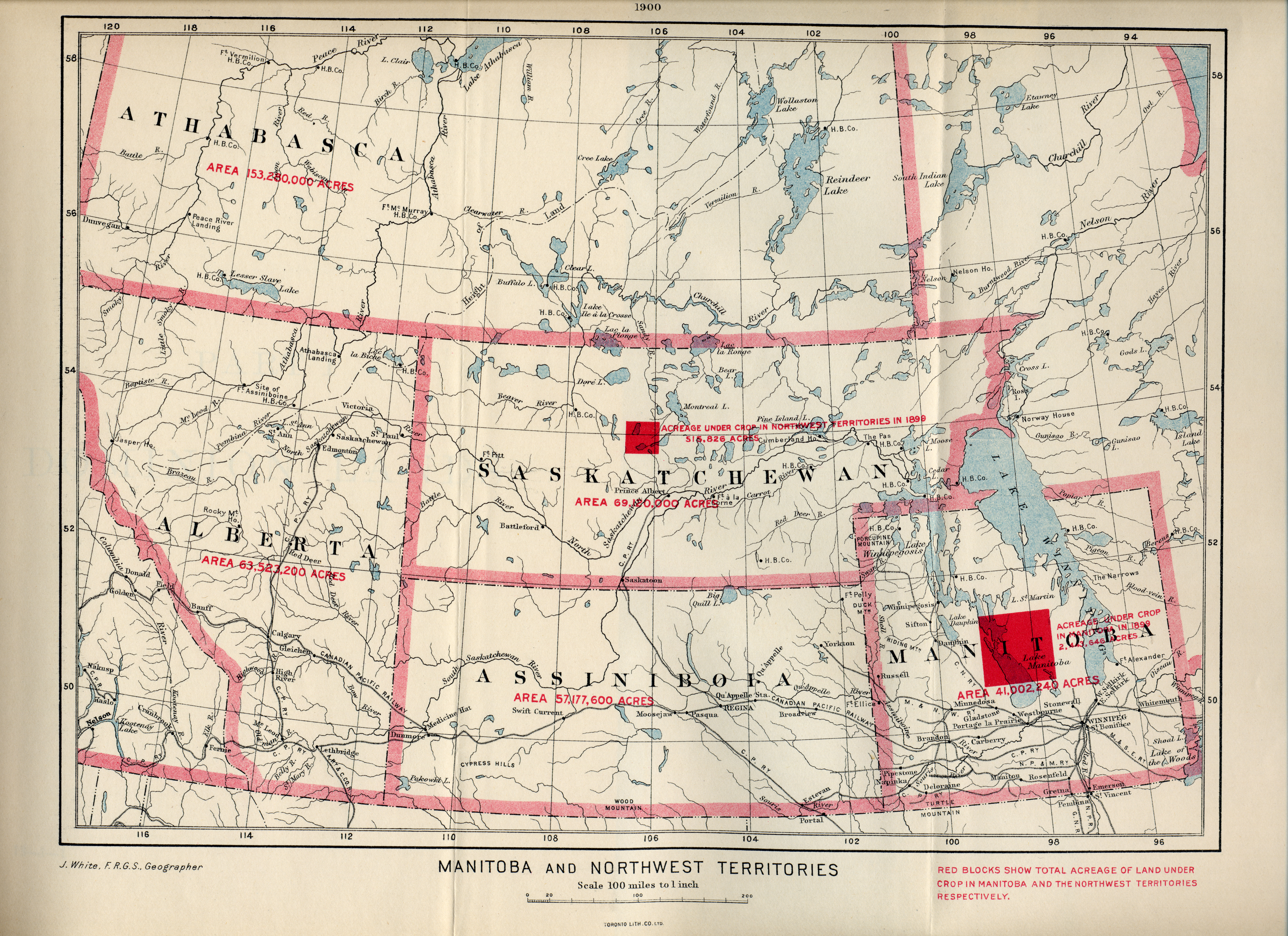
Mapa del 1900 que mostra els límits del Districte d'Alberta.